# Bücker Bü 180 Student
Bücker Bü 180 Student byl civilní sportovní a školní letoun vyráběný německou společností Bücker Flugzeugbau GmbH v druhé polovině 30. let 20. století. Byl to jednomotorový samonosný dolnoplošník s otevřenou dvoumístnou kabinou a pevným podvozkem.

## Vývoj
Sportovní a cvičné letadlo Bü 180 vzniklo v roce 1937. Jedním z cílů konstruktéra bylo dosažení optimální ekonomičnosti provozu, zvláště nízké spotřeby paliva. Ta s použitým úsporným motorem Walter Mikron dosahovala hodnoty 7,5 l/100 km. První let typu proběhl v listopadu 1937.

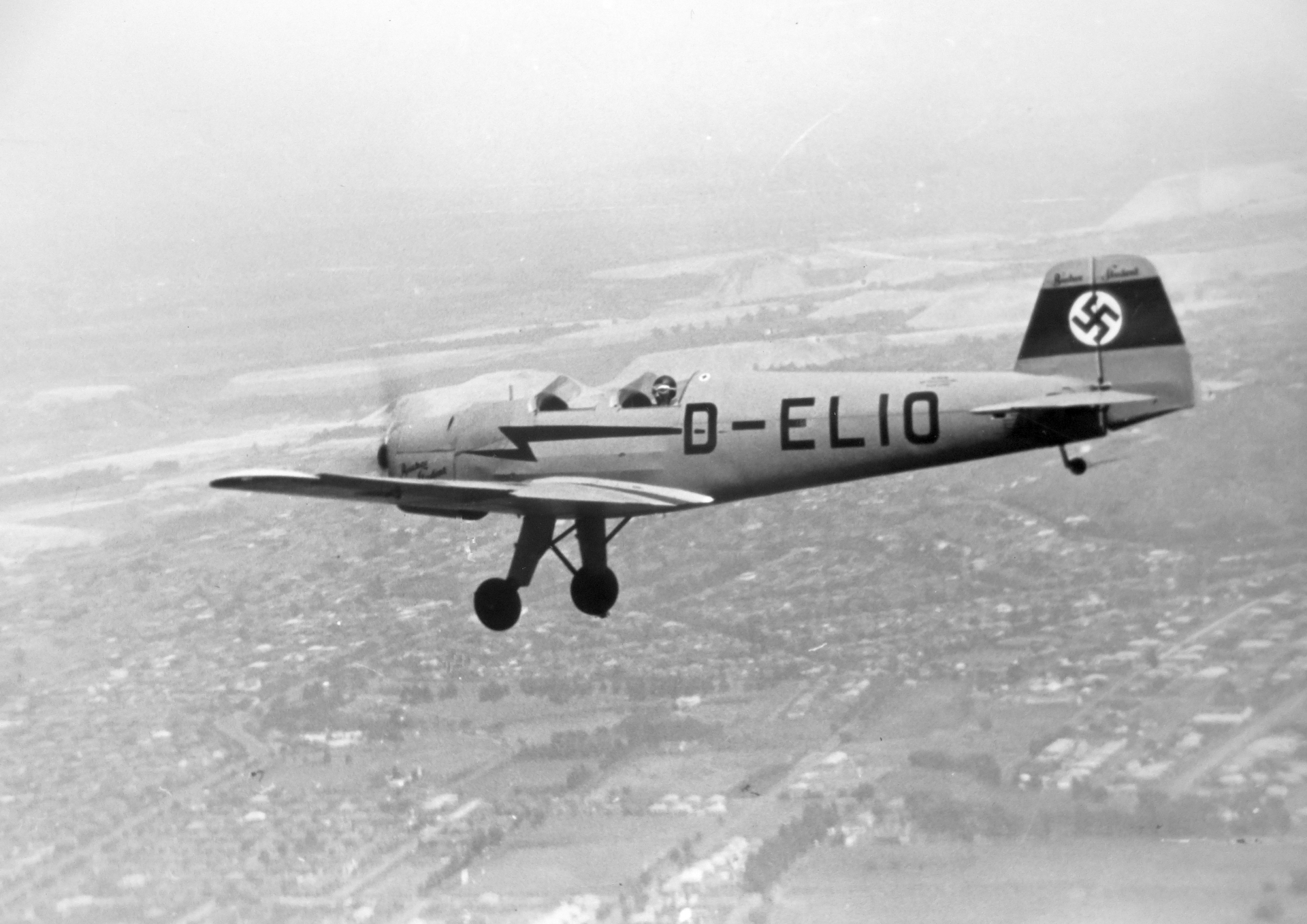
Bücker Bü 180 Student (D-ELIO)

Do vypuknutí druhé světové války bylo společností Bücker Flugzeugbau v Rangsdorfu vyrobeno celkem 23 letounů, z nichž několik bylo exportováno. Většina vyrobených letounů byla v době války – stejně jako mnoho jiných civilních sportovních letadel – zničena (sešrotována). Dnes existují pouze dva letouny, které byly za války ve Švýcarsku.
V roce 1938 bylo toto letadlo s imatrikulací D-ELIO použito k letu přes africký kontinent na trase dlouhé přes 25 000 km. V dubnu 1939 byl tímto letounem ustanoven rychlostní rekord v letu na trase v délce více než 1000 kilometrů s průměrnou rychlostí 171,95 km/h. Na začátku války byla sériová výroba tohoto letounu přerušena.

## Popis letounu
Letadlo bylo vyvinuto jako samonosný dolnoplošný letoun smíšené konstrukce. U tohoto Bü 180 si konstruktér Bücker vyzkoušel nový způsob stavby. Namísto osvědčené rámové konstrukce trupu z ocelových trubek zcela pokryté plátnem, která byla použita u předchozích typů Bü 131 Jungmann a Bü 133 Jungmeister, se trup skládal ze dvou částí, které byly spojeny za zadním sedadlem. Přední část trupu byla tvoření svařovanou ocelovou kostrou potaženou částečně plátnem a na horní části plechem a jehp zadní část byla tvořena skořepinou z překližky. Zadní část byla ukončena snímatelným plechovým krytem a byl v ní i prostor pro menší zavazadla (15 kg).
Štíhlé samonosné křídlo o stranovém poměru 9:1 bylo vyrobené ze dřeva potaženého dýhou, vyjma zadní části, kterou kryl plátěný potah. Kroutící síly byly přenášeny dýhovým potahem. Křídlo mělo náběžnou hranu šípovitou pod úhlem 8°, zatímco odtoková hrana byla téměř přímá.
Podvozek měl nezávisle zavěšené hlavní podvozkové nohy svařené z ocelových trubek, s koly opatřenými mechanickými brzdami DuoServo, a odpružením spirálovými pružinami s hydraulickými tlumiči. Ocasní kolo tlumené kapalinovými tlumiči mohlo být buď připojeno ke směrovému kormidlu anebo se mohlo volně otáčet o 360°.
Letoun byl původně poháněn francouzským čtyřválcovým řadovým motorem Train-4T o výkonu 40 koní (29 kW), později s motorem typu Zündapp 9-092 (verze A) o výkonu 50 k (37 kW). Později (verze B) byl použit silnější motor o výkonu 60 k (44 kW) Walter Mikron II, se kterým byl vykonán let přes africký kontinent. Motor s dřevěnou vrtulí HENIE o průměru 180 cm byl pružně zavěšen na gumových tlumičích. Prostor motoru byl oddělen od ostatního prostoru trupu protipožární stěnou. Palivová nádrž svařená z hliníkového plechu měla kapacitu 50 litrů.
Jeden prototyp plánované verze C měl být vybaven motorem M-700 o výkonu 80 k (59 kW). Posádka seděla v otevřeném kokpitu se sedadly v tandemovém uspořádání. Byla také uváděna možnost instalace krytu kabiny.

## Dochované letouny

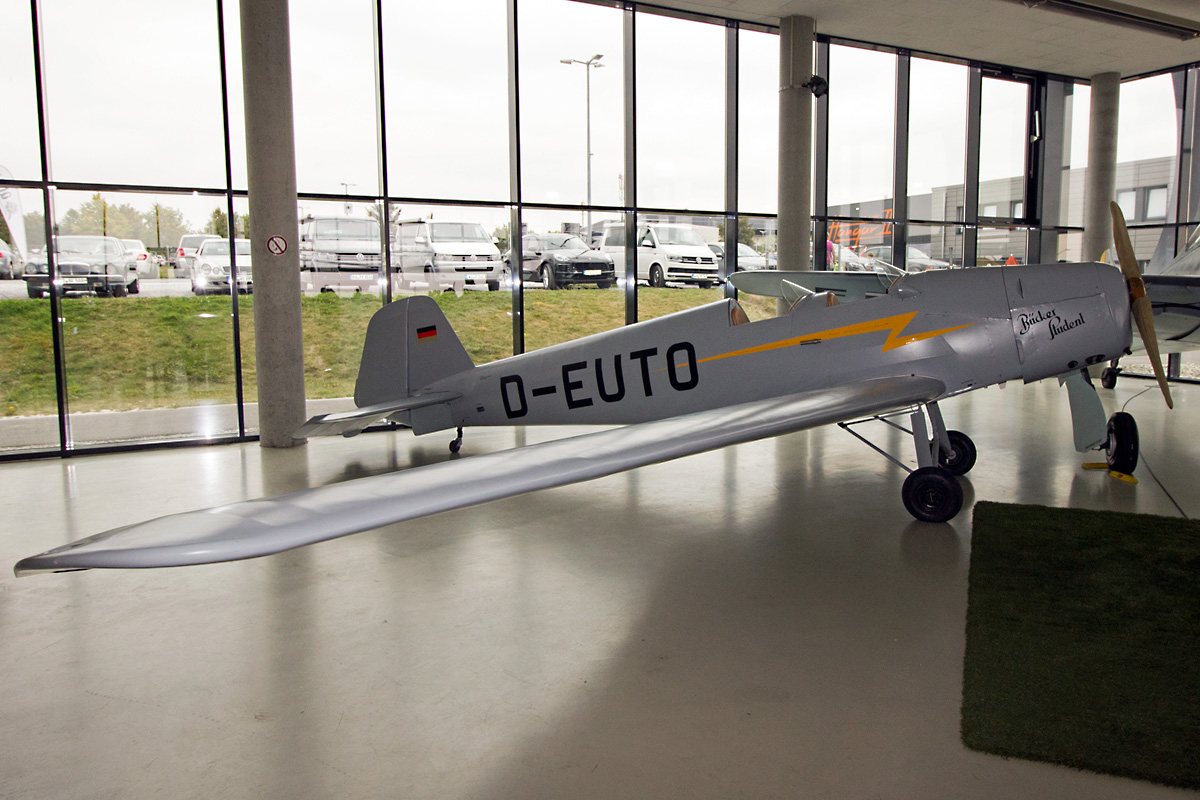
Bücker Bü 180 Student (D-EUTO)

Letoun Bü 180 B-1 se sériovým číslem 2106 byl postaven v roce 1938 a byl exportován do Švýcarska. Nejprve létal v Locarnu, pak ve Sisselnu a naposledy v Eikenu. Od roku 1971 byl letoun vystaven v ateliéru Bücker v německém Göppingenu. Později byl přemístěn do Německého technického muzea v Berlíně.
Druhý dochovaný letoun z roku 1939 se sériovým číslem 2115 byl také dodán do Švýcarska. Tam létal zpočátku s imatrikulací HB-UTO. Mezi roky 1945 a 1947 byl přestavěn na plovákovou verzi společností Dornier z Friedrichshafenu u Bodamského jezera. Po několika dalších destinacích ve Švýcarsku byl přemístěn v roce 1969 do Německa, kde byl krátce registrován jako D-EFTO. Krátce před přelomem tisíciletí byla zahájena jeho rekonstrukce, kterou provedla specializovaná firma Eichelsdörfer z Bambergu. Na začátku roku 2016 získal tento letoun zpět letovou způsobilost pod imatrikulací D-EUTO a byl prodán do Aeroklubu historických letadel Quax-Flieger, který sídlí na letišti Paderborn-Lippstadt v Německu (Quax – Verein zur Förderung von historischem Fluggerät e.V.). Na slavnostní inauguraci 5. března 2016 byl pojmenován „Franz Herrmann“, podle jeho prvního majitele, a představen veřejnosti.

## Varianty
- verze A – s motorem Zündapp 9-092 o výkonu 50 k (37 kW)
- verze B – s motorem Walter Mikron o výkonu 60 k (44 kW)
- verze C (plánovaná) – s motorem M-700 o výkonu 80 k (59 kW)

## Specifikace

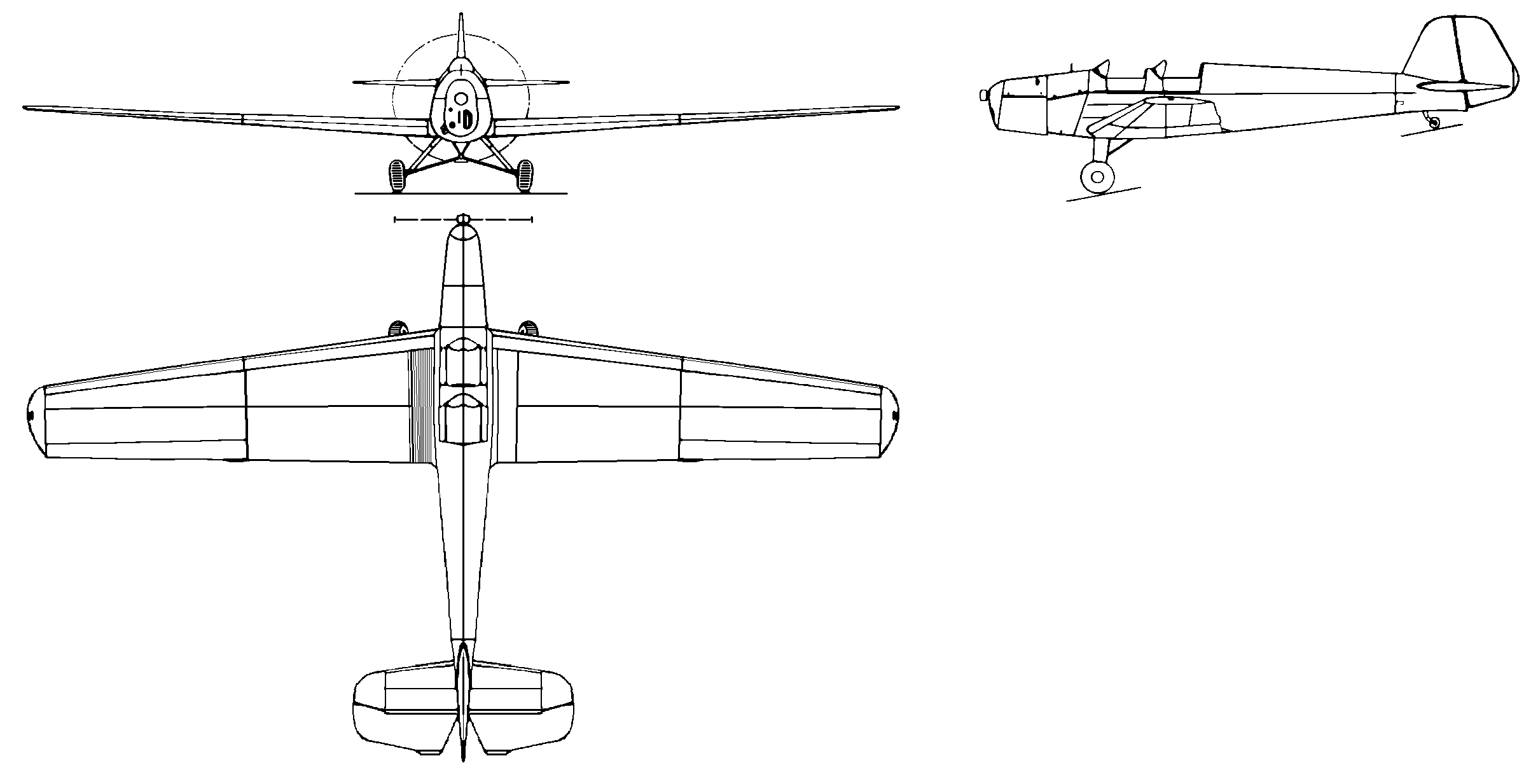
Třípohledová skica Bücker Bü 180

Údaje pro verzi B s motorem Walter Mikron dle

### Technické údaje
- Posádka: 2
- Rozpětí: 11,50 m
- Délka: 7,1 m
- Výška: 1,85 m
- Nosná plocha: 15,00 m²
- Prázdná hmotnostn: 295 kg
- Max. vzletová hmotnost: 540 kg
- Pohonná jednotka: Walter Mikron II
- Výkon pohonné jednotky: 60 k (44 kW)
- Vrtule: dřevěná HENIE o průměru 180 cm
- Spotřeba paliva: 7,5 l/100 km

### Výkony
- Cestovní rychlost: 160 km/h
- Maximální rychlost: 175 km/h
- Přistávací rychlost: 70 km/h
- Dolet: 650 km
- Stoupavost: do 1000 m za 7,2 min, do 2000 m za 16,8 min
- Dostup: 4500 m

## Uživatelé
Německo 
- Luftwaffe

 Švýcarsko
- Švýcarské vzdušné síly

## Galerie - Let přes Afriku

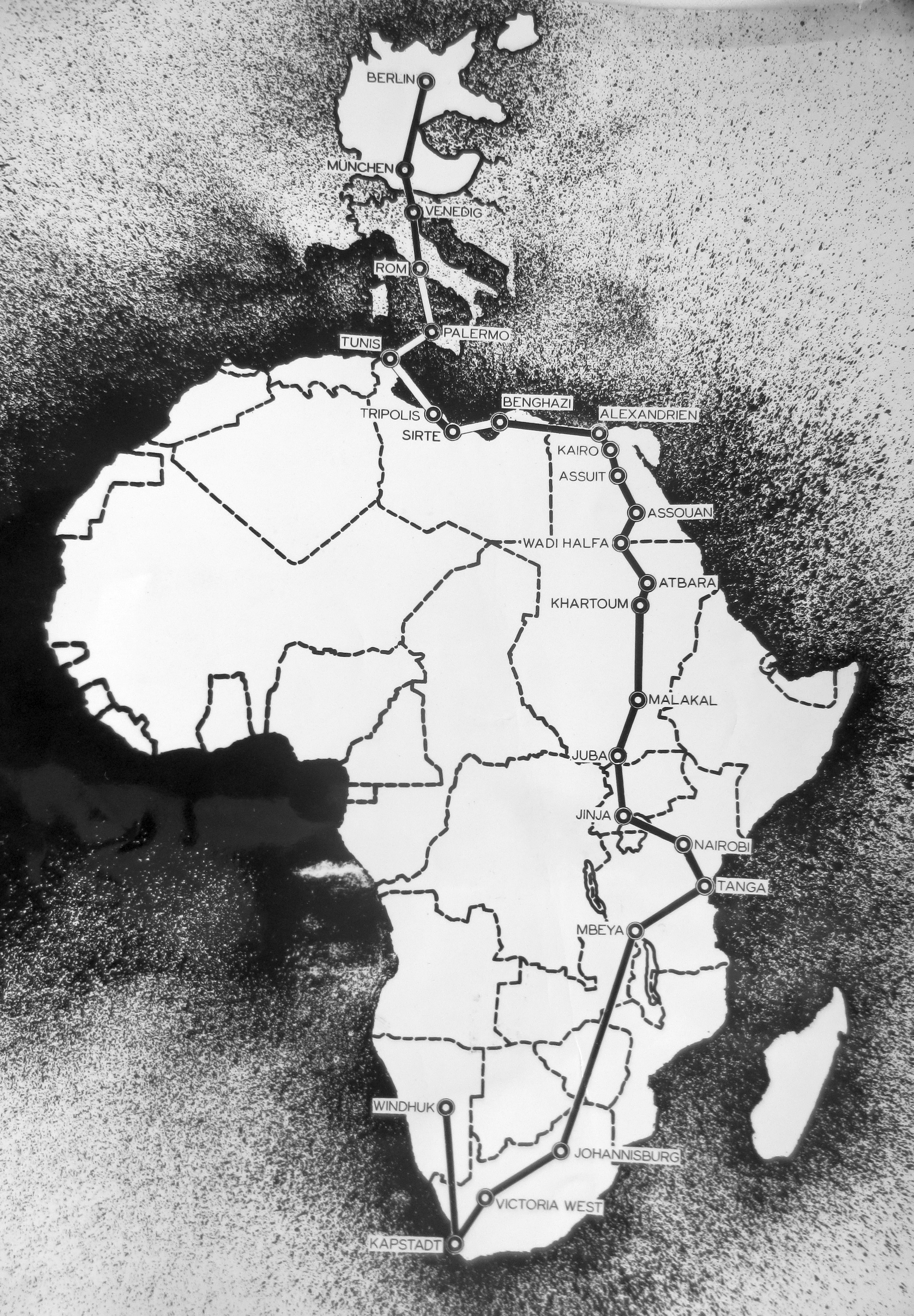
Bücker Bü 180 Student, trasa letu přes Afriku
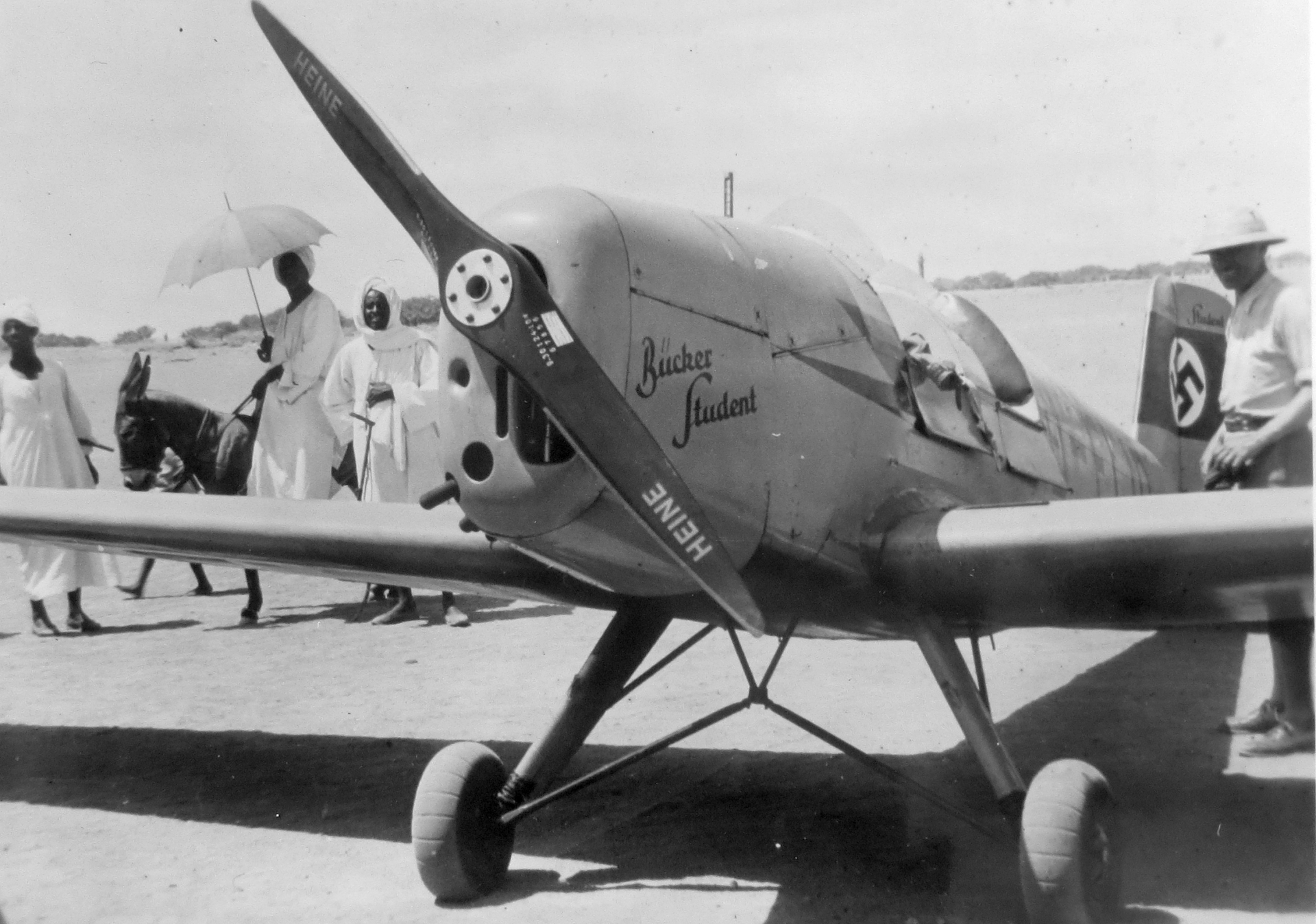
Bücker Bü 180 Student během letu přes Afriku
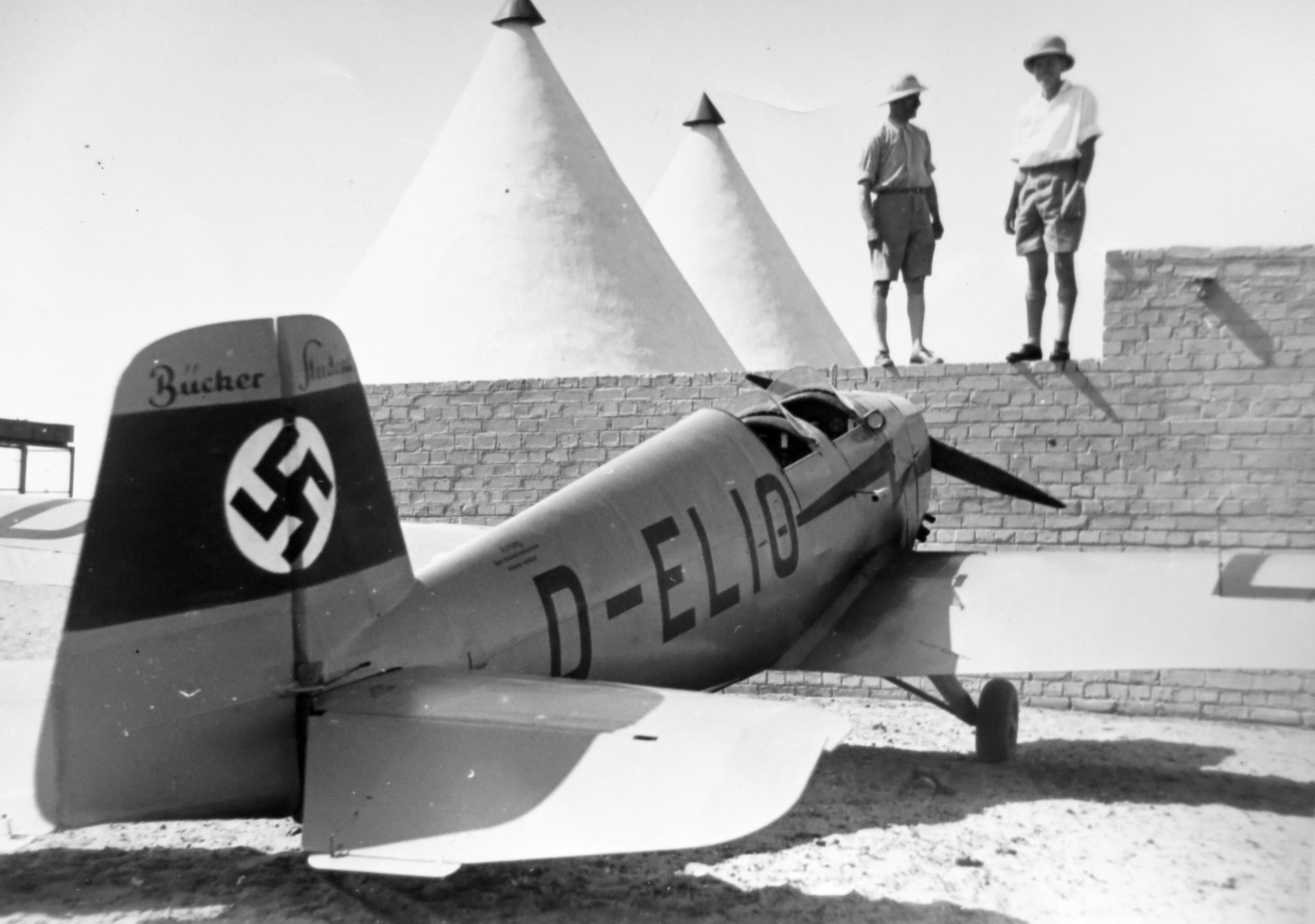
Bücker Bü 180 Student, let přes Afriku
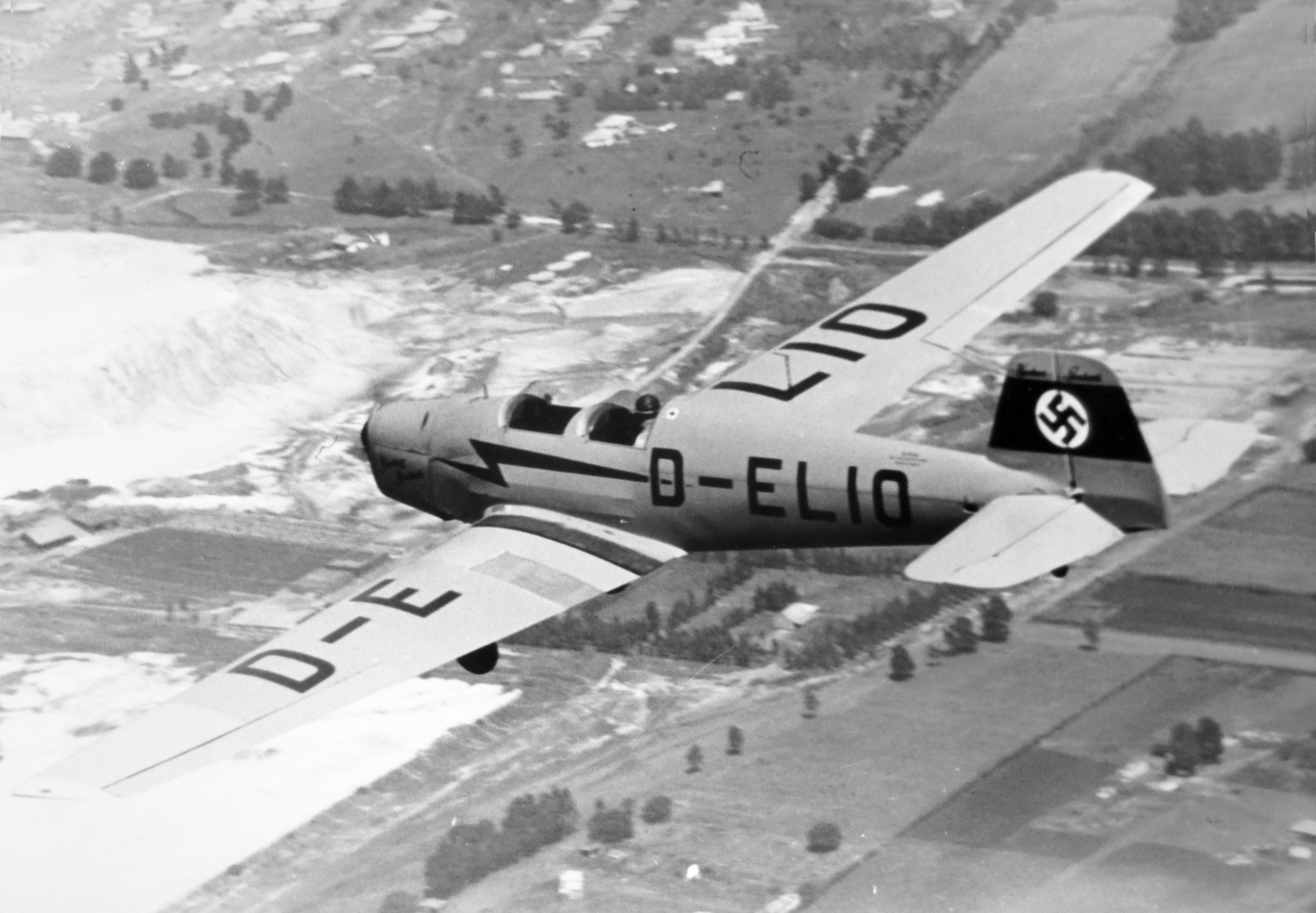
Bücker Bü 180 Student (D-ELIO)